# Секретный эксперимент (фильм, 2013)
Секретный Эксперимент (англ. Banshee Chapter) — американский фильм ужасов с элементами триллера, частично основанный на рассказе Говарда Лавкрафта «Извне». Режиссёром стал дебютант Блэр Эриксон, также являющийся автором сценария .
Слоган фильма — «Расширь своё сознание».

## Сюжет
Пролог: в 1963 году США начали тайно производить эксперименты на своих ничего не подозревающих гражданах по изменению их сознания с помощью синтетических наркотических веществ. Проект имел кодовое название MK-ULTRA, его результаты были ужасающими.
Энн Роланд (Катя Винтер) — журналист крупного новостного сайта, просматривает собранный её очень близким другом Джеймсом Хиршем (Майкл МакМиллиан), который так же был журналистом, и с которым она училась в колледже, видеоматериал, на котором различные учёные и политики признаются о существовании проекта MK-ULTRA, признают чудовищность эксперимента и необходимость его тщательного расследования. Сам Джеймс собирался создать документальный фильм, разоблачающий этот проект. Утверждалось, что все испытуемые под воздействием препарата на время куда-то перемещались, а затем начинали видеть неких потусторонних существ, от столкновения с которыми испытуемые пострадали или даже умерли. В завершение материала Джеймс решает сам принять препарат Диметилтриптамин-19 (ДМТ-19), который получил от друзей из Колорадо. Через некоторое время из радиоприёмника рядом начинает играть странная музыка и раздаваться голоса. Джеймс стоит неподвижно и выглядит напугано, уверяя, что что-то его видит, и оно приближается к дому. В окне мелькает тёмная фигура, и запись обрывается. На долю секунды появляется изуродованное лицо Джеймса с полностью чёрными глазами.
Выясняется, что Джеймс бесследно исчез. Полиция допрашивает его друга Ренни Сигана, который находился рядом с Джеймсом в момент принятия наркотика и снимал его на видеокамеру. Однако, он сам сильно напуган и ничего не в состоянии пояснить, кроме того, что наркотик Джеймс получил от друзей из Колорадо. Вскоре пропадает и сам Ренни.
Энн ставит себе цель выяснить, что произошло с Джеймсом. Своё расследование она начинает с посещения дома Джеймса, где всё и случилось. Она находит записи Джеймса, письмо, подписанное друзьями, приславшими препарат и видеокассету. Внезапный таинственный шум вынуждает её покинуть дом.
Энн отправляется к радиолюбителю Генри Кейлу (Уимльям Стерчи), бывшему сотруднику АНБ, который сейчас занимается ремонтом телевизоров. Он поясняет ей, что голоса из радиоприёмника на записи с Джеймсом — не что иное, как трансляция с номерной радиостанции, одна из которых вещает в районе пустыни Блэк-Рок, вблизи дома Джеймса, и её сигнал можно записать ночью в определённые часы. Энн отправляется в пустыню за 120 километров от ближайшего города, и действительно, принимает сигнал. Однако, внезапно появившееся человекообразное существо пугает её и она в спешке уезжает.
Энн просматривает найденную видеокассету, на ней записан ход эксперимента: испытуемым насильно вводят наркотик, затем наблюдают из соседней комнаты. Испытуемые начинают бредить, произнося обрывки химических формул. Один из испытуемых исчезает из запертой комнаты и впоследствии оказывается в соседней. Там же показано, что учёные добывают некое вещество из головного мозга умерших подопытных. Последние 35 минут оказываются стёртыми.
Энн передаёт найденную кассету специалистам из своего издательства для восстановления стёртого материала, а также, делится своими успехами со своей коллегой Оливией Кмиек (Вивиан Несбит). Та, в свою очередь, подсказывает ей, что «Друзья из Колорадо» в действительности — название книги, написанной скандально известным и талантливым писателем-наркоманом Томасом Блекбёрном (Тед Левайн).
Энн делает звонок Томасу, упомянув имя Джеймса, однако Томас сердито отказывается от разговора. Тогда Энн находит Томаса, и, под вымышленным именем, входит к нему в доверие. Томас приглашает её к себе домой, знакомит с химиком Келли (Джелли Гэбриель), которая умеет изготавливать ДМТ-19 и обманным путём даёт ей наркотик, пояснив, что сделал ей это в отместку за её ложь. Энн ссорится с Томасом и спускается вниз, где находит Келли, которая тоже приняла ДМТ-19 и находится под его воздействием, уверяя, что нечто приближается к дому. В доме начинают раздаваться сигналы призрачной радиостанции. Так же, в доме действительно, обнаруживается существо. Энн зовёт на помощь Томаса, но он не верит девушкам. Внезапно в доме гаснет свет и в кадр попадает Келли с вырванными глазами, которую рвёт кровью.
Энн и Томас приходят в себя и обнаруживают, что Келли пропала. Они решают поехать в дом Келли, чтобы найти её. Попутно Томас признаётся, что это именно он отправил наркотик Джеймсу, а также, что наркотик это лишь катализатор, который превращает мозг человека в приёмник для призывания существ. На машину снова нападает существо, а Томас оказывается в лихорадочном состоянии и с кровоточащими глазами.
Энн входит в дом Келли и спускается в её секретную лабораторию. Там она находит карту, на которой отмечено положение некоего «Пятого Блока» в пустыне Блэк-Рок и предполагает, что именно там в 60-е проводился эксперимент, а сейчас находится радиостанция. Далее она просматривает записи с видеорегистратора, который зафиксировал, как некое существо входит в дом и спускается вниз, причём произошло это незадолго до прихода Энн. Энн бежит из дома и снова подвергается нападению существа.
Томас признаётся, что он всё-таки не давал Энн наркотик, тогда она приходит к выводу, что существа являются не только к принявшим ДМТ-19, но и к окружающим их людей, захватывая их тела и превращая их в носители. Так же, становится понятно, что правительство никогда не изобретало ДМТ-19, а лишь изготовило его по указанию потусторонних существ. К тому же, учёные сумели модернизировать ДМТ-19, добавив к основной формуле некий фермент, добытый из шишковидной железы трупа одной из испытуемых, которая вернулась к жизни после смерти во время эксперимента, атаковав одного из врачей, и которую прозвали «Первичный Источник».
Понимая, что существа теперь будут преследовать её постоянно, Энн решает положить конец трансляции раз и навсегда. Она и Томас добираются до Пятого Блока, который оказывается заброшенным убежищем от радиоактивных осадков. Томас предлагает сжечь внутри то, что бы оно не было, и достаёт канистру с бензином. К тому же, он берёт с собой пистолет. Внутри они обнаруживают комнату, полную радиоаппаратуры и большой резервуар с маленьким иллюминатором, через который они увидели, что внутри находится некое бледное существо с чёрнами глазами, которое предположительно и является Первичным Источником. Внезапно аппаратура в комнате включается и начинается радиотрансляция. Томас опять входит в лихорадочное состояние, и, прося Энн его извинить, застреливается. Решая сжечь существо и оборудование, Энн возвращается, чтобы поднести канистру с бензином, но в коридорах бункера её опять начинают преследовать существа. Достигая комнаты с резервуаром, она захлопывает дверь. Существо начинает ломиться в дверь. Энн разбивает иллюминатор, поливает всё бензином и поджигает, раздаётся взрыв.
Придя в себя и выйдя из комнаты, она обнаруживает одежду Джеймса, в которую он был одет перед исчезновением. Она отправляется в полицию, чтобы обо всём рассказать. В ожидании допроса к ней приезжает Оливия, которая сообщает, что стёртая часть видеокассеты восстановлена. Внезапно, из домофона в комнате начинает раздаваться радиотрансляция. Раздосадованная Энн бросается к домофону, не веря, что всё, что она сделала, было напрасно и кричит о помощи. Обернувшись, она видит Оливию, обращённую в носителя-существо.
Эпилог: Демонстрируются кадры из восстановленного видео, показывающие, что в молодости Томас участвовал в проекте MK-ULTRA в качестве испытуемого, и после провала эксперимента его оставили в живых. Кроме того, становится понятно, что эффекты препарата передаются от прикосновения. Так же сообщается, что выжившие подопытные страдали амнезией от полугода до 10 лет.

## В ролях
- Тед Левайн — Томас Блэкбёрн, писатель, принявший участие в эксперименте MK-Ультра
- Катя Винтер — Энн Роланд, однокурсница Джеймса, расследующая пропажу своего друга
- Майкл МакМиллиан — Джеймс Хирш, друг Энн, исчезнувший при странных обстоятельствах

## Съёмки
Секретный эксперимент был снят за 28 дней. Одним из первых актёров, утверждённых на роль, был Тед Ливайн.

## Выпуск
Фильм был показан на Канадском кинофестивале Toronto After Dark Film Festival в 2013-м в рамках киносмотра мистических кинокартин и получил награду как самый страшный фильм ужасов.

## Саундтрек
Музыку к фильму написал немецкий композитор Андреас Вайдингер, в титрах и несколько раз в фильме звучит песня канадского музыканта Марка Леновера (Mark Lenover) — The Girl in the Window.